# Paralelogram
Paralelográm (starogrško παράλληλος: parāllelos - vzporeden + starogrško γραμμή: grammē - črta) je geometrijski lik, ki ima obe nasprotni stranici enako dolgi, oziroma skladni.
Nasprotni stranici sta v paralelogramu vzporedni, nasprotna kota pa merita enako.
Trirazsežni analogon paralelogramu je paralelepiped.

## Splošne značilnosti
- dve vzporedni stranici imata enako dolžino.
- vsota kvadratov diagonal je enaka (paralelogramska enakost):

{\displaystyle f_{1}^{2}+f_{2}^{2}=2(a^{2}+b^{2})\!\,.}
- diagonali paralelograma druga drugo razpolavljata. Vsak štirikotnik, katerega diagonali se razpolavljata, je paralelogram. Diagonali paralelograma se razpolavljata v težišču in velja:

{\displaystyle f_{1,2}={\sqrt {a^{2}+b^{2}\pm 2a{\sqrt {b^{2}-v_{a}^{2}}}}}\!\,,}
oziroma (kosinusni izrek):
{\displaystyle f_{1,2}={\sqrt {a^{2}+b^{2}\pm 2ab\cos \alpha }}\!\,,}
- s poljubnim paralelogramom je moč pokriti ravnino.
- paralelogram je poseben primer trapeza, glede na prvo splošno sprejeto definicijo trapeza.

## Posebni primeri
Posebni primeri paralelogramov so:
- pravokotnik - vsi notranji koti so pravi. Nasprotne stranice so vzporedne. Diagonali sta enako dolgi.
- romb - vse stranice imajo enako dolžino, oziroma sosednji stranici sta enako dolgi. Diagonali sta pravokotni ena na drugo.
- vsak središčno simetričen štirikotnik je paralelogram.
- kvadrat - pravokotnik z vsemi stranicami enakimi. Diagonali sta enako dolgi in pravokotni.
- paralelogram, ki ni niti romb niti pravokotnik niti kvadrat, je romboid.

## Obseg
Obseg paralelograma je skupna dolžina vseh stranic:
{\displaystyle o=2a+2b\!\,.}

## Ploščina
Ploščina paralelograma je:
{\displaystyle p=av_{a}=bv_{b}\!\,,}
kjer sta {\displaystyle a} in {\displaystyle b} stranici, {\displaystyle v_{a}} in {\displaystyle v_{b}} pa ustrezni višini. Višina na stranico a je:
{\displaystyle v_{a}=b\sin \alpha =b\sin \beta \!\,,}
višina na stranico b:
{\displaystyle v_{b}=a\sin \alpha =a\sin \beta \!\,.}
Ploščina romba je enaka tudi polovici produkta njegovih diagonal:
{\displaystyle p={\frac {f_{1}f_{2}}{2}}\!\,.}